# Pogonota nigricans
Pogonota nigricans är en tvåvingeart som först beskrevs av Friedrich Hermann Loew 1873.  Pogonota nigricans ingår i släktet Pogonota och familjen kolvflugor. Inga underarter finns listade i Catalogue of Life.